# نانسی درو و پلکان پنهان
نانسی درو و پلکان پنهان (انگلیسی: Nancy Drew and the Hidden Staircase) یک فیلم در سبک معمایی به کارگردانی کارگردانی کت شیا است که از سوی برادران وارنر در تاریخ ۱۵ مارس ۲۰۱۹ منتشر شد. از بازیگران آن می‌توان به سوفیا لیلیس اشاره کرد.